# Torrejón de Ardoz
Torrejón de Ardoz er en by og kommune i det centrale Spanien i Madrid-regionen. Den har et indbyggertal på 140.626 (2024) indbyggere.